# (10932) Rebentrost
(10932) Rebentrost ist ein Asteroid des Hauptgürtels, der am 18. Februar 1998 vom deutschen Astronomen Gerhard Lehmann an der Volkssternwarte Drebach (IAU-Code 113) in Sachsen entdeckt wurde.
Der Asteroid wurde am 28. September 1999 nach dem deutschen Arzt, Apotheker und Pfarrer David Rebentrost (1614–1703) benannt, der in Drebach einen berühmten Pflanzengarten mit überwiegend Heilkräutern anlegte, welche er für seine medizinischen Aktivitäten benutzte. Als Dank für die Heilung des Kurfürsten Johann Georg II. erhielt er neben einer Eibe und anderen seltenen Pflanzen auch Krokusse aus den Gärten des Kurfürsten, aus denen im Laufe der Zeit die berühmten Drebacher Krokuswiesen entstanden.